# وحید قاسمی
وحید قاسمی (زاده ۲۶ فوریه ۱۹۵۸، گذر باغ نواب شهر کهنه کابل) هنرمند و پژوهشگر موسیقی است.

## زیست‌نامه
وحید قاسمی آموزش‌های نخستین، متوسط و برتر را در مکتب سردار جانخان، لیسه نادریه و دانشکده ادبیات دانشگاه کابل فراگرفته‌است. سپس به موسیقی رو آورد و آموزش بنیان‌های موسیقی شرقی را از استاد یوسف قاسمی و استاد یعقوب قاسمی فراگرفت و اساسات موسیقی غربی را از استاد سلیم سرمست وببرک وسا آموخت.
در سال ۱۹۷۷ گروه موسیقی "شاین " را ایجاد کرد که در زمینه موسیقی پاپ فعالیت دارد. او از سال ۱۹۷۸ تا امروز به عنوان آواز خوان، تنطیم‌کننده موسیقی و آهنگساز به فعالیت خود با این گروه ادامه می‌دهد.
وحید قاسمی در ماه ثور/اردیبهشت ۱۳۹۷ منحیث رئیس موسیقی رادیو تلویزیون ملی افغنستان آغاز به کار کرد. او با همسرش ترینا میرزاد در کابل زندگی می‌کند و پسرش عبدالله قاسمی مقیم کانادا می‌باشد که او هم دست اندرکار هنر موسیقی است.

## فعالیت‌های هنری
وحید قاسمی از سال (۲۰۰۶) تا کنون در داخل افغانستان به گردآوری، شناسایی و تحقیقات موسیقی اصیل و فولکلور کشور مصروف می‌باشد و برای تحقیقات ساحوی، سفرهایی به ولایات، شهرها و روستاهای کشور دارد. قاسمی در تلاش برای بازآفرینی موسیقی سنتی افغانستان و حفظ این گونه موسیقی که تاریخ و سازنده روشنی ندارد به سراغ هنرمندان اصیل، نوازندگان سازهای قدیمی و خوانندگان آوازهای فولکلور افغانستان می‌رود و صدای آن‌ها را ضبط می‌کند. وی در بازخوانی آوازهای فولکلوریک افغانی شهرت دارد.
قاسمی در جشنواره سال ۲۰۰۷ (از سوی تلویزیون نور/ آمریکا) در میان آهنگسازان جایگاه نخست را از آن خود ساخت و در جشنواره سال ۲۰۰۸ (از سوی تلویزیون آریانا) در کنار هنرمندانی چون فرید زلاند، استاد خیال، استاد مهوش، بانو قمر گل، احمد ظاهر و احمد ولی لقب «ستاره موسیقی» را به دست آورد.

## آثار

### کتاب
زیر و بم موسیقی اصیل بدخشان، هرات و بادغیس کتابیست در زمینه موسیقی محلی افغانستان. این کتاب حاصل پژوهش‌های ده ساله وحید قاسمی است. او در نخستین بخش این کتاب به موسیقی اصیل بدخشان در دو حوزه هنری موسیقی پامیری و تخاری پرداخته‌است و سبک‌ها و آثار موسیقایی هر دو حوزه را معرفی نموده‌است. سپس در مورد سرودهای فولکلوری، در مناسبت‌های ویژه توضیحات داده‌است و در ادامه آلات موسیقی و هنرمندان را در هر دو حوزه معرفی کرده‌است. بعد به رابطه میان ادبیات شفاهی و موسیقی این مناطق اشاراتی دارد. در بخش بعدی مروری دارد به تاریخ و گذشته موسیقی این سرزمین، به ویژه موسیقی محلی هرات، به مثابه یکی از شهرهای تأثیرگذار و بستر پرورش استعدادها. در ادامه فرم‌ها، پرده‌ها و مقام‌های موسیقی، معرفی و بازخوانی و آلات موسیقی، نغمه‌های معروف، سبک‌های موسیقی و هنرمندان این هنر اصیل را معرفی کرده‌اند.
بخش پایانی این کتاب، موسیقی اصیل بدخشان، هرات و بادغیس را به روایت تصویر بازگو می‌کند.

### آثار سیاسی، اجتماعی و فرهنگی
برخی از آهنگ‌های او با رویدادهای ویژه سیاسی، اجتماعی و فرهنگی بافت خورده‌اند:
- "الفباً برای کودکان
- "افغان غریب برباد شو" در سوگ آسیب دیدگان بر خاک افغانستان
- سوگسرودی برای احمد شاه مسعود
- "از خودکش بیگانه پرست" به یاد اجمل نقشبندی
- حسرتا لانه عقابان سوخت"لالایی برای کودک افغان به آواز استاد مهوش
- "هله نوروز آمد/ هله نوروز راغی" با هنگامه و قمرگل
- "یلداً برای شب یلدا
- "چشمهایم" برای نابینایان
- هله هله بیایید برای همبستگی
- "شطرنج" شعر از استاد کاظم کاظمی/ برای رویدادهای جاری
- آهنگ برای تشویق ورزش کاران /شعر از هارون راعون
- آهنگ آشتی و آسمان بارانی/ شعر از شاعر سرشناس هارون راعون و…

### آلبوم‌ها
| آلبوم‌ها                        | تاریخ | شاعر | آهنگساز                                                                               |
| ------------------------------ | ----- | --- | ------------------------------------------------------------------------------------- |
| آلبوم اول                      | ۱۹۷۹  | سید نور فرخ، نعیم مهرزاد، رحمت‌الله اشکبار، اقبال رهبر توخی، اشرف گردیزی                                                                            | وحید قاسمی، عمر شکیب، اشرف گردیزی                                                     |
| آلبوم دوم                      | ۱۹۸۵  | سخی راهی، مولانا جلال‌الدین بلخی، اقبال لاهوری، بیدل دهلوی، ه. ا. سایه، بارق شفیع، واصل کابلی                                                       | وحید قاسمی، شاولی ولی، عتیق حمیدی                                                     |
| شب دعا                         | ۱۹۹۲  | استاد نوید، سیاوش مطهری، عنایت پژوهان گردانی، طاهرای قزوینی، بیدل دهلوی، نجف‌علی نباتی، سعدی، مولانای بلخی، رازق فانی، محتشم کاشانی، امیرخسرو دهلوی | وحید قاسمی، جگجیت سنگهه، یعقوب قاسمی، فرهاد دریا                                      |
| وطن‌دار                         | ۱۹۹۳  | فیض کاشانی، بیدل دهلوی، مولانای بلخی، صوفی عشقری، سخی راهی، حافظ شیرازی                                                                            | وحید قاسمی، یوسف قاسمی                                                                |
| سوغاتی                         | ۱۹۹۵  | حامد حسینی، حافظ شیرازی، صوفی عشقری، رازق فانی، بیتاب، قصاب کاشانی، بارق شفیع، بیدل دهلوی، اقبال لاهوتی، محید سپند                                 | حامد حسینی، وحید قاسمی، یوسف قاسمی، قاسم افغان، نینواز                                |
| ماه                            | ۱۹۹۸  | صوفی عشقری، عبید زاکانی، بیدل دهلوی، بازگل بدخشی، بانو کریمه، سیلاب، فرخی یزدی                                                                     | وحید قاسمی، بازگل بدخشی، استاد ایوب                                                   |
| گل                             | ۱۹۹۹  | شادکام، نوذر پرنگ، صوفی عشقری، نجف‌علی نباتی، فرهاد دریا، بیدل دهلوی، رازق فانی                                                                     | وحید قاسمی، استاد قدیم، یعقوب قاسمی، قاسم افغان                                       |
| انار                           | ۲۰۰۰  | نعیم مهرزاد، بازگل بدخشی، حسن رضوی، احمدی عباب، رازق فانی، شفیعی کدکنی                                                                             | وحید قاسمی، بازگل بدخشی، سپین بادام                                                   |
| افغانستان                      | ۲۰۰۱  | نعیم مهرزاد، سلطان کاکر، سرور دهقان، حافظ شیرازی                                                                                                   | وحید قاسمی، یعقوب قاسمی                                                               |
| غزل مجلسی                      | ۲۰۰۱  | مولانای بلخی، فروغ فرخزاد، طبیب اصفهانی، بیدل دهلوی، دقیقی بلخی، باقی جان، باستانی پاریزی، صوفی عشقری                                              | وحید قاسمی، کبیر هویدا، طفیل نیازی، یعقوب قاسمی، غلام علی، قاسم افغان، شیدا، مهدی حسن |
| همسفر                          | ۲۰۰۲  | سید نور فرخ، ماما نور، نعیم مهرزاد، اردلان سرفراز، رازق فانی، محمّدتقی بهار، فایز دشتستانی، شفیعی کدکنی                                             | وحید قاسمی، رحیم غمزده، گلکی                                                          |
| ایمان                          | ۲۰۰۳  | امیرخسرو دهلوی، بیدل دهلوی، رازق فانی، مولانای بلخی، ملنگ جان                                                                                      | وحید قاسمی، یوسف قاسمی، قاسم افغان، سرآهنگ، رحیم غفاری، استاد ایوب                    |
| دانه انگور                     | ۲۰۰۴  | نعیم مهرزاد، بیدل دهلوی، صحبت لاهوری، حافظ شیرازی، فیض کاشانی، کلیم کاشانی                                                                         | وحید قاسمی، امانت علی، قاسم افغان                                                     |
| عطر گل                         | ۲۰۰۵  | پرویز وکیلی، صوفی عشقری، سید رونق نادری، سیمین بهبهانی، رازق فانی، همایون کریم‌پور                                                                  | وحید قاسمی، قاسم افغان                                                                |
| آیینه (به همراه استاد مهوش)    | ۲۰۰۵  | احمدی عباب، قصاب کاشانی، مولانای بلخی | وحید قاسمی                                                                            |
| خاموشانه                       | ۲۰۱۰  | سیاوش کسرایی، کاظم کاظمی، صبورالله سیاه‌سنگ، وهاب مجیر، نظام فاطمی، حمیرا نکهت، مولانای بلخی، هارون راعون                                           | وحید قاسمی                                                                            |
| کوچه رنگین (به همراه نوش‌آفرین) | ۲۰۱۰  | |                                                                                       |

### آهنگ‌های متفرقه
| سال  | آهنگ‌ساز           | آوازخوان          | شاعر             | نام آهنگ                        |
| ---- | ----------------- | ----------------- | ---------------- | ------------------------------- |
| ۱۹۷۹ | وحید قاسمی        | وحید قاسمی        | عنایت پ، گردانی  | به مژه می‌کشم غم ترا             |
| ۱۹۷۹ | قاسمی والطاف حسین | قاسمی والطاف حسین | عنایت پ گردانی   | اشک‌ها باهم                      |
| ۱۹۷۹ | حامد حسینی        | وحید قاسمی        | حامد حسینی       | دل دل می‌تپانی                   |
| ۱۹۸۰ | وحید قاسمی        | وحید قاسمی        | مهدی سهیلی       | نشاط‌انگیز وماتم زایی ای عشق     |
| ۱۹۸۰ | وحید قاسمی        | وحید قاسمی        | سعدی             | کهن شود همه کس را به روزگار     |
| ۱۹۸۰ | فولکلور           | وحید قاسمی        | فولکلور          | یارکم می‌ره مدینه                |
| ۱۹۸۰ | فولکلور هزاره‌ای   | وحید قاسمی        | فولکلور هزاره‌ای  | تو که پوشیده‌ای رخت عروسی        |
| ۱۹۸۰ | وحید قاسمی        | سلمی جهانی        | رهی معیری        | اشکم ولی به پای عزیزان چکیده‌ام  |
| ۱۹۸۰ | وحید قاسمی        | محبوب‌الله محبوب   | نعیم مهرزاد      | بسته جان ناتوانم را به مویی     |
| ۱۹۸۱ | عتیق حمیدی        | وحید قاسمی        | امیر جان صبوری   | آرام آرام از کلبه ویران من      |
| ۱۹۸۱ | وحید قاسمی        | گروهی             | مولانای بلخی     | بهار آمد بهار آمد سلام آورد     |
| ۱۹۸۱ | تخاری             | وحید قاسمی        | فولکلور تخاری    | فرخار چه خوشست                  |
| ۱۹۸۱ | وحید قاسمی        | وحید قاسمی        | سلطان مسعودغزنوی | آتش دل خاک هستی                 |
| ۱۹۸۲ | فولکلور کابلی     | وحید قاسمی        | فولکلور کابلی    | شب و روزم شب و روزم جدایی       |
| ۱۹۸۲ | وحید قاسمی        | سلمی جهانی        | رهی معیری        | اشکم ولی بپای عزیزان چکیده‌ام    |
| ۱۹۸۲ | آهنگ پامیری       | وحید قاسمی        | عنایت پ گردانی   | او به این چشمان که دارد         |
| ۱۹۸۲ | وحید قاسمی        | وحید قاسمی        | اطهری کرمام      | به شیرین به عذرا به لیلی قسم    |
| ۱۹۸۲ | فولکلور           | وحید قاسمی        | فولکلور          | زه انتظار کوم ستا دسترگو        |
| ۱۹۸۲ | وحید قاسمی        | وحید قاسمی        | فولکلور          | ور پوری که ساره ده              |
| ۱۹۸۳ | یعقوب قاسمی       | وحید قاسمی        | سعدی             | سلسه موی دوست                   |
| ۱۹۸۳ | وحید قاسمی        | وحید قاسمی        | مجید سپند        | نازک پری خمچه شدی               |
| ۱۹۸۳ | وحید قاسمی        | محبوب‌الله محبوب   | حافظ             | یارم چو قدح بدست گیرد           |
| ۱۹۸۳ | وحید قاسمی        | محبوب‌الله محبوب   | مولانای بلخی     | دیدم نگار خود را می‌گشت گرد خانه |
| ۱۹۸۳ | وحید قاسمی        | ناهید             | امیر خسر دهلوی   | دل زتن بردی و در جانی هنوز      |
| ۱۹۸۳ | وحید قاسمی        | ناهید             | نصرالله حافظ     | راشه رنگینه بهاره               |
| ۱۹۸۳ | وحید قاسمی        | مختار مختار       | عنایت پ گردانی   | بهاران مزه داره با نگار جان     |
| ۱۹۸۴ | وحید قاسمی        | وجیهه رستگار      | نجیب رستگار      | یار جانی نام مهربانی            |
| ۱۹۸۴ | وحید قاسمی        | وحید قاسمی        |                  | لای لای نور دوچشمان             |
| ۱۹۸۴ | عبدالله قاسمی     | وحید قاسمی        |                  | من در طلوع صبح                  |
| ۱۹۸۴ | وحید قاسمی        | رحیم مهریار       | مولانای بلخی     | بیشترا ای صنم شنگ من            |
| ۱۹۸۴ | وحید قاسمی        | مهریار و پرستو    | مولانای بلخی     | سلطان منی سلطان منی             |
| ۱۹۸۴ | وحید قاسمی        | پرستو             | سخی راهی         | دل آدم                          |
| ۱۹۸۴ | وحید قاسمی        | مسعود امید        |                  | گل‌اندام                         |
| ۱۹۸۴ | وحید قاسمی        | امیر جان صبوری    | سید نور فرخ      | نمی‌دانی به تو من سخت محتاجم     |
| ۱۹۸۴ | وحید قاسمی        | رحیم مهریار       | عنایت پ گردانی   | حرفایمه بشنو گوشته وا کو        |
| ۱۹۸۵ | وحید قاسمی        | وحید صابری        | سخی راهی         | آوازه باران شد                  |
| ۱۹۸۵ | وحید قاسمی        | وحید صابری        | سخی راهی         | هوا ابری شده افتو نمی‌شه         |
| ۱۹۸۵ | وحید قاسمی        | وحید صابری        | سخی راهی         | چطو باور بکنم غم تنها شدنه      |
| ۱۹۸۶ | وحید قاسمی        | خسرو              | سخی راهی         | تو باور بخدا کن که جز عشق تو    |
| ۱۹۸۷ | وحید قاسمی        | وحید قاسمی        | سخی راهی         | علی یا شاه مردان                |